# Rogers Cup 2009
Відкритий чемпіонат Канади 2009 (також відомий під назвою Rogers Masters 2009 presented by National Bank і Rogers Cup 2009 за назвою спонсора) — тенісний турнір, що проходив на відкритих кортах з твердим покриттям. Це був 120-й за ліком Мастерс Канада серед чоловіків і 108-й — серед жінок. Належав до категорії Мастерс у рамках Туру ATP 2009, а також до категорії Premier 5 у рамках Туру WTA 2009. Чоловічий турнір відбувся на Uniprix Stadium у Монреалі (Канада) з 8 до 16 серпня 2009 року, а жіночий — в Rexall Centre у Торонто (Канада) з 15 до 23 серпня 2009 року. 

## Учасники

### Сіяні учасники
| Країна          | Гравець                | Рейтинг* | Сіяний |
| --------------- | ---------------------- | -------- | ------ |
| Швейцарія       | Роджер Федерер         | 1        | 1      |
| Іспанія         | Рафаель Надаль         | 2        | 2      |
| Велика Британія | Енді Маррей            | 3        | 3      |
| Сербія          | Новак Джокович         | 4        | 4      |
| США             | Енді Роддік            | 5        | 5      |
| Аргентина       | Хуан Мартін дель Потро | 6        | 6      |
| Франція         | Жо-Вілфрід Тсонга      | 7        | 7      |
| Росія           | Микола Давиденко       | 8        | 8      |
| Франція         | Жиль Сімон             | 9        | 9      |
| Іспанія         | Фернандо Вердаско      | 10       | 10     |
| Чилі            | Фернандо Гонсалес      | 11       | 11     |
| Швеція          | Робін Содерлінг        | 12       | 12     |
| Франція         | Гаель Монфіс           | 13       | 13     |
| Хорватія        | Марин Чилич            | 15       | 14     |
| Іспанія         | Томмі Робредо          | 16       | 15     |
| Чехія           | Радек Штепанек         | 17       | 16     |
| Чехія           | Томаш Бердих           | 18       | 17     |

- Рейтинг подано станом на 8 серпня 2009 року
- Робін Содерлінг мусів знятися через травму ліктя, тож Томаш Бердих став 17-м сіяним.

### Інші учасники
Гравці, що отримали вайлд-кард на участь в основній сітці:
- Bruno Agostinelli
- Френк Данцевич
- Пітер Поланскі
- Фредерік Ніємеєр

Нижче наведено гравців, які пробились в основну сітку через стадію кваліфікації:
- Алекс Богомолов мл.
- Ян Герних
- Жульєн Беннето
- Джессі Лівайн
- Хуан Карлос Ферреро
- Алехандро Фалья
- Мілош Раоніч

Гравець, що потрапив в основну сітку як щасливий лузер:
- Андрій Голубєв

## Учасниці

### Сіяні учасниці
| Країна     | Гравчиня           | Рейтинг1 | Сіяна |
| ---------- | ------------------ | -------- | ----- |
| Росія      | Дінара Сафіна      | 1        | 1     |
| США        | Серена Вільямс     | 2        | 2     |
| США        | Вінус Вільямс      | 3        | 3     |
| Росія      | Олена Дементьєва   | 4        | 4     |
| Сербія     | Єлена Янкович      | 5        | 5     |
| Росія      | Світлана Кузнецова | 6        | 6     |
| Росія      | Віра Звонарьова    | 7        | 7     |
| Данія      | Каролін Возняцкі   | 8        | 8     |
| Білорусь   | Вікторія Азаренко  | 9        | 9     |
| Росія      | Надія Петрова      | 10       | 10    |
| Сербія     | Ана Іванович       | 11       | 11    |
| Італія     | Флавія Пеннетта    | 12       | 12    |
| Франція    | Маріон Бартолі     | 13       | 13    |
| Польща     | Агнешка Радванська | 14       | 14    |
| Франція    | Амелі Моресмо      | 15       | 15    |
| Словаччина | Домініка Цібулкова | 16       | 16    |

- Рейтинг подано of 10 серпня 2009

### Інші учасниці
Гравчині, що отримали вайлд-кард на участь в основній сітці:
- Кім Клейстерс
- Валері Тетро
- Стефані Дюбуа

Нижче наведено гравчинь, які пробились в основну сітку через стадію кваліфікації:
- Олена Балтача
- Катерина Бондаренко
- Жюлі Куен
- Гейді Ель Табах
- Марія Кириленко
- Алла Кудрявцева
- Моніка Нікулеску
- Магдалена Рибарикова
- Луціє Шафарова
- Ярослава Шведова
- Роберта Вінчі
- Яніна Вікмаєр

## Фінальна частина

### Чоловіки. Одиночний розряд
Енді Маррей —  Хуан Мартін дель Потро, 6–7(4–7), 7–6(7–3), 6–1.
- Для Маррея це був 5-й титул за сезон і 13-й — за кар'єру. Це був його 2-й титул Masters 1000 за сезон.

Уперше в історії ATP, всі перші 8 сіяних і перші 8 за рейтингом гравців досягнули стадії чвертьфіналів.

### Одиночний розряд. Жінки
Олена Дементьєва —  Марія Шарапова, 6–4, 6–3.

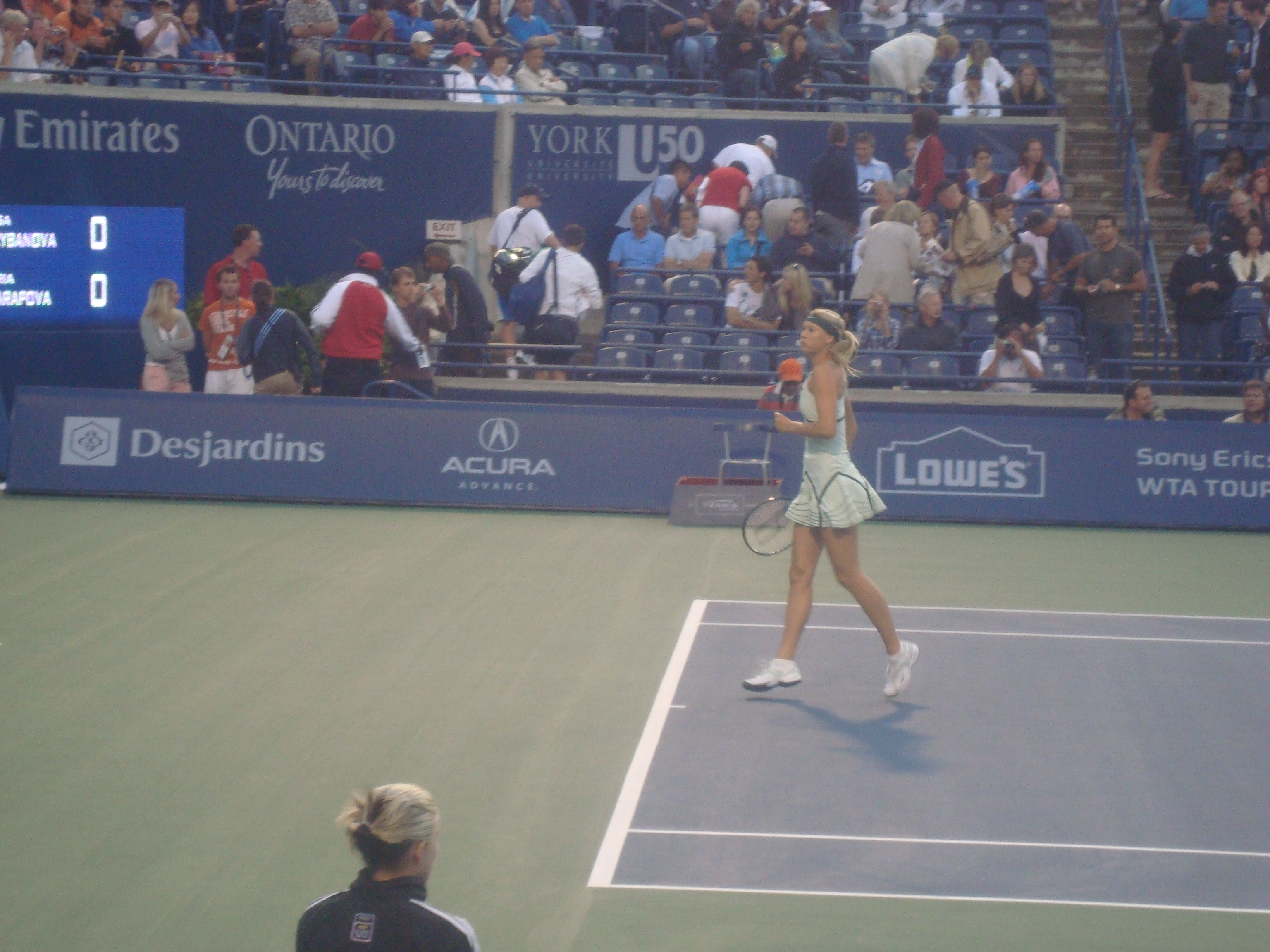
Марія Шарапова під час півфінальної гри

- Для Дементьєвої це був третій титул за сезон і 14-й — за кар'єру.

### Парний розряд. Чоловіки
Магеш Бгупаті /  Марк Ноулз defeated  Макс Мирний /  Енді Рам, 6–4, 6–3.

### Парний розряд. Жінки
Нурія Льягостера Вівес /  Марія Хосе Мартінес Санчес —  Саманта Стосур /  Ренне Стаббс, 2–6, 7–5, [11–9].